# Lac Osisko
Pour les articles homonymes, voir Osisko.
Le lac Osisko est un lac méso-eutrhophe situé en Abitibi-Témiscamingue, il  baigne la ville de Rouyn-Noranda qui est établie sur ses berges.
Le lac est entouré de parcs, de forêts, de zones résidentielles et de zones industrielles. Il est divisé en trois bassins séparés par des digues construites en 1968 . Le bassin nord est utilisé par la fonderie Horne pour décantation et polissage . Les digues permettent donc de diminuer l’apport de contaminants dans la partie sud sur lac.

## Toponymie
Le nom du lac apparaît dès la fin du XIXe siècle. Osisko provient de l'algonquin et signifie « rat musqué ». On retrouve la variante « Lac Rat Musqué ». Il est reconnu officiellement dans le Fifth Report of the Geographic Board of Canada 1904 de 1905. Le nom du lac en Algonquin est Osiksko.
Le lac Osisko sera aussi désigné, aussi tôt qu’en 1923, sous le nom de lac Trémoy et les deux appellations existeront concurremment au moins jusqu’aux années 1980. Comme plusieurs autres dénominations toponymiques dans la région abitibienne, le nom Trémoy, utilisé d’abord par le syndicat minier qui finance l’expédition d’Edmund Horne, est sans doute tiré de l’histoire militaire de la Nouvelle-France. Officier du régiment de Royal-Roussillon, le capitaine Trémoy est blessé à la bataille de Sainte-Foy en 1760.[réf. nécessaire]

## Hydrographie
Le lac Osisko a une superficie de 3,64 km² et une profondeur maximale de 8 mètres. Le bassin versant du lac Osisko couvre quant à lui 18,6 km².
Depuis 1968, le lac est séparé en trois bassins par des digues : le bassin nord couvre une superficie de 1,57 km², le bassin central de 0,36 km² et le bassin sud de 1,71 km².

## Géographie
(janvier 2023).

### Origine et géologie
Le lac Osisko est situé au cœur de la municipalité de Rouyn-Noranda, dans la région de l’Abitibi-Témiscamingue, à l’ouest du Québec, au Canada.

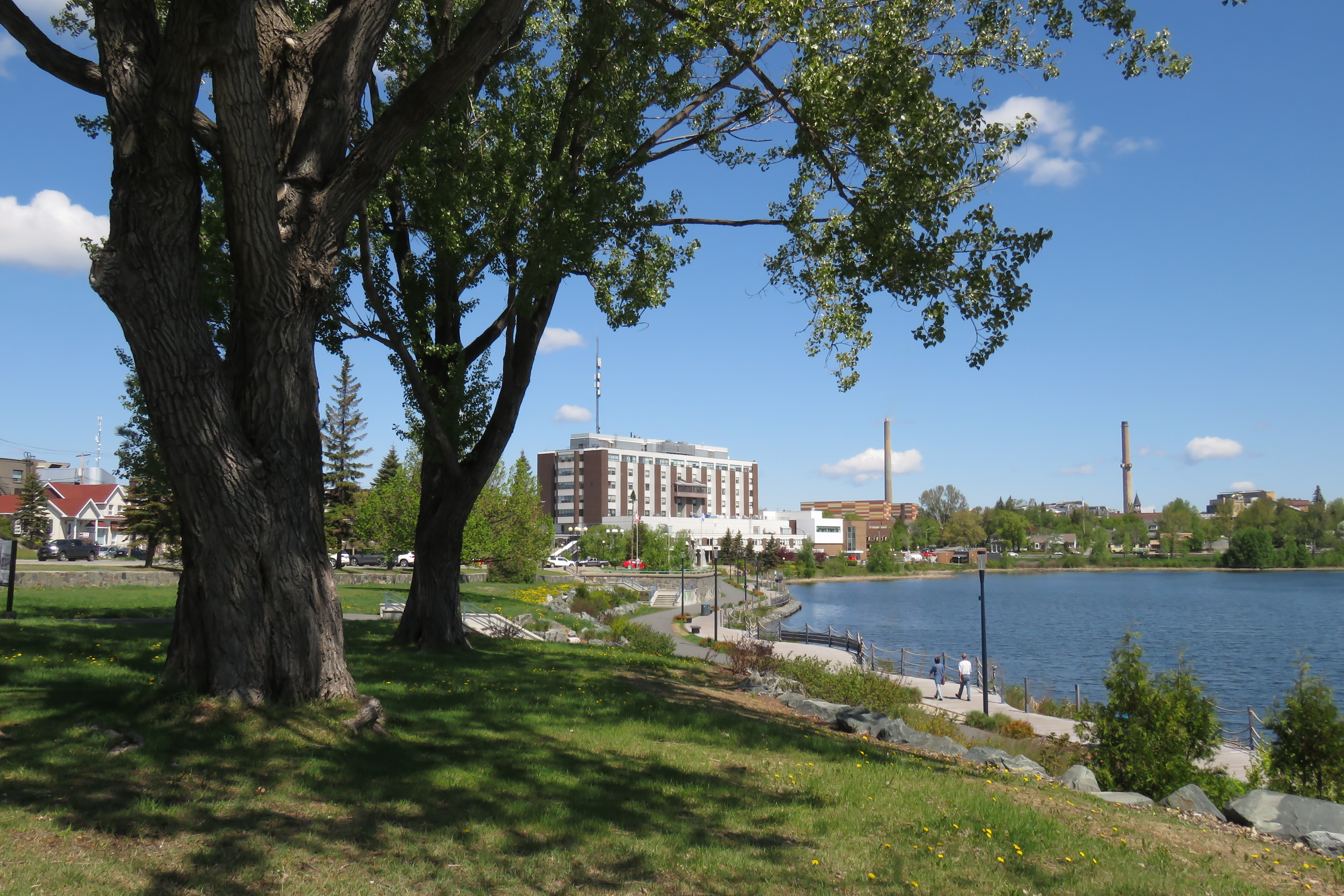
Lac Osisko, la promenade et la piste cyclable

Positionné dans le bassin versant de la rivière Kinojévis qui s’écoule vers le sud, en direction du lac Témiscamingue, lui-même tributaire de la rivière des Outaouais. Le lac Osisko est situé à 10 km de la ligne de partage des eaux Nord-Sud (Atlas de l’Abitibi-Témiscamingue,2022).
Le lac Osisko se situe dans la Province du Supérieur, et plus précisément dans la sous-province volcano-plutonique (ERNQ, 2021). La ceinture d’argile qui constitue une grande proportion du sol de la région s’explique par la présence historique du lac Ojibway, qui recouvrait jadis cette partie du territoire nord-américain (Daubois, 2014).
Le lac Osisko se trouve également à proximité de la faille minéralogique de Cadillac.

## Faune et flore

### Oiseaux
Le lac Osisko est estimé être un point névralgique pour les oiseaux selon la base de données d’observations eBird. Entre le 21 avril 1993 et le 4 octobre 2021, 187 espèces d'oiseaux ont été observées à proximité du lac. Ces différentes espèces sont soit de passage, nicheuses ou résidentes.
En juin 2010, un partenariat entre la Société des loisirs ornithologiques de l'Abitibi-Témiscamingue (SLOAT) et la Fonderie Horne a abouti à un inventaire et un dénombrement des espèces aviaires. Lors de cet inventaire, 19 espèces d'oiseaux ont été observées à proximité des trois bassins du lac Osisko. Parmi celles-ci, on compte le grèbe jougris, présent uniquement sur le lac Osisko au Québec, puisqu’il se trouve à la limite est de son aire de répartition (CREAT, 2013). Son choix de nicher au lac Osisko serait dû à la morphologie du lac, à l’abondance des ressources alimentaires et possiblement à la charge minérale du plan d’eau (SLOAT, 2010). Pour mettre en valeur sa présence exceptionnelle, des panneaux d’interprétation sont placés sur les rives du lac, à proximité de la piste cyclable. L’inventaire relève aussi la présence d’un oiseau semi-aquatique, le chevalier grivelé ainsi que de quatre autres espèces forestières communes et du balbuzard pêcheur.
On dénote aussi une importante colonie de goélands à bec cerclé qui compterait près de 750 individus au lac Osisko (annexe 6). Ce groupe se rassemble sur le rocher à proximité de la Presqu’île, appelée communément l’Île aux mouettes.

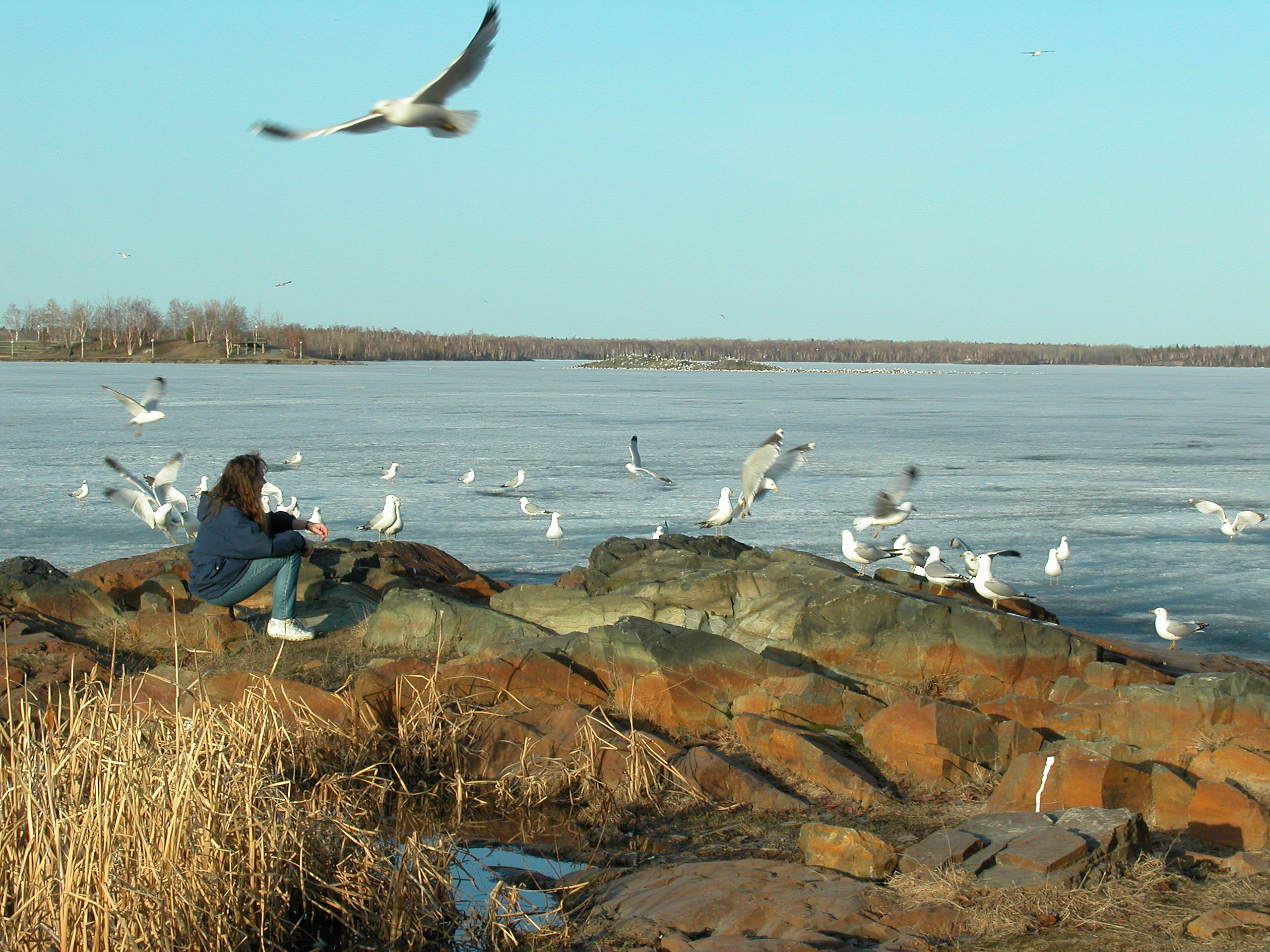
Lac Osisko, la colonie de goélands.
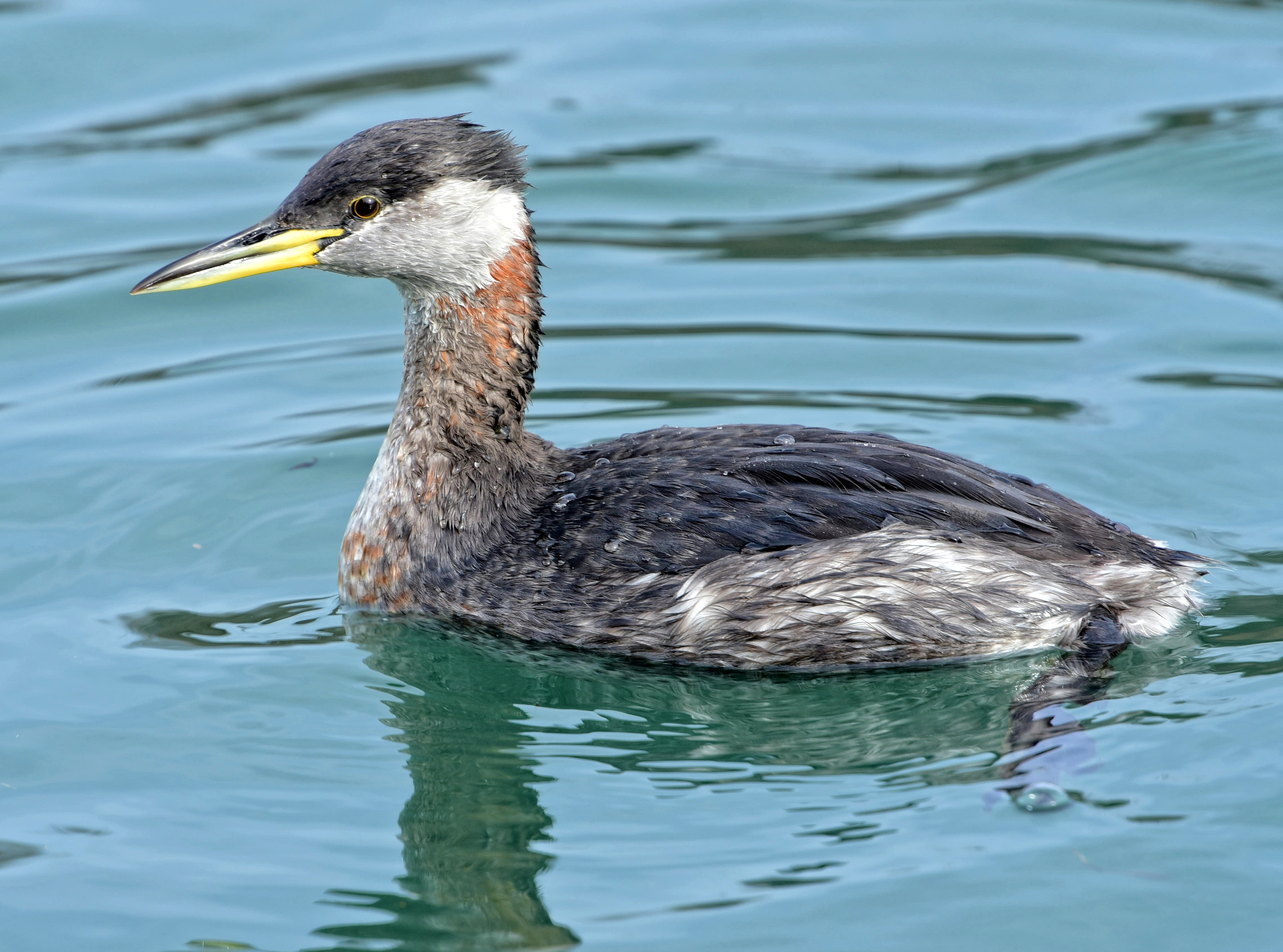
Le grèbe Jougris.
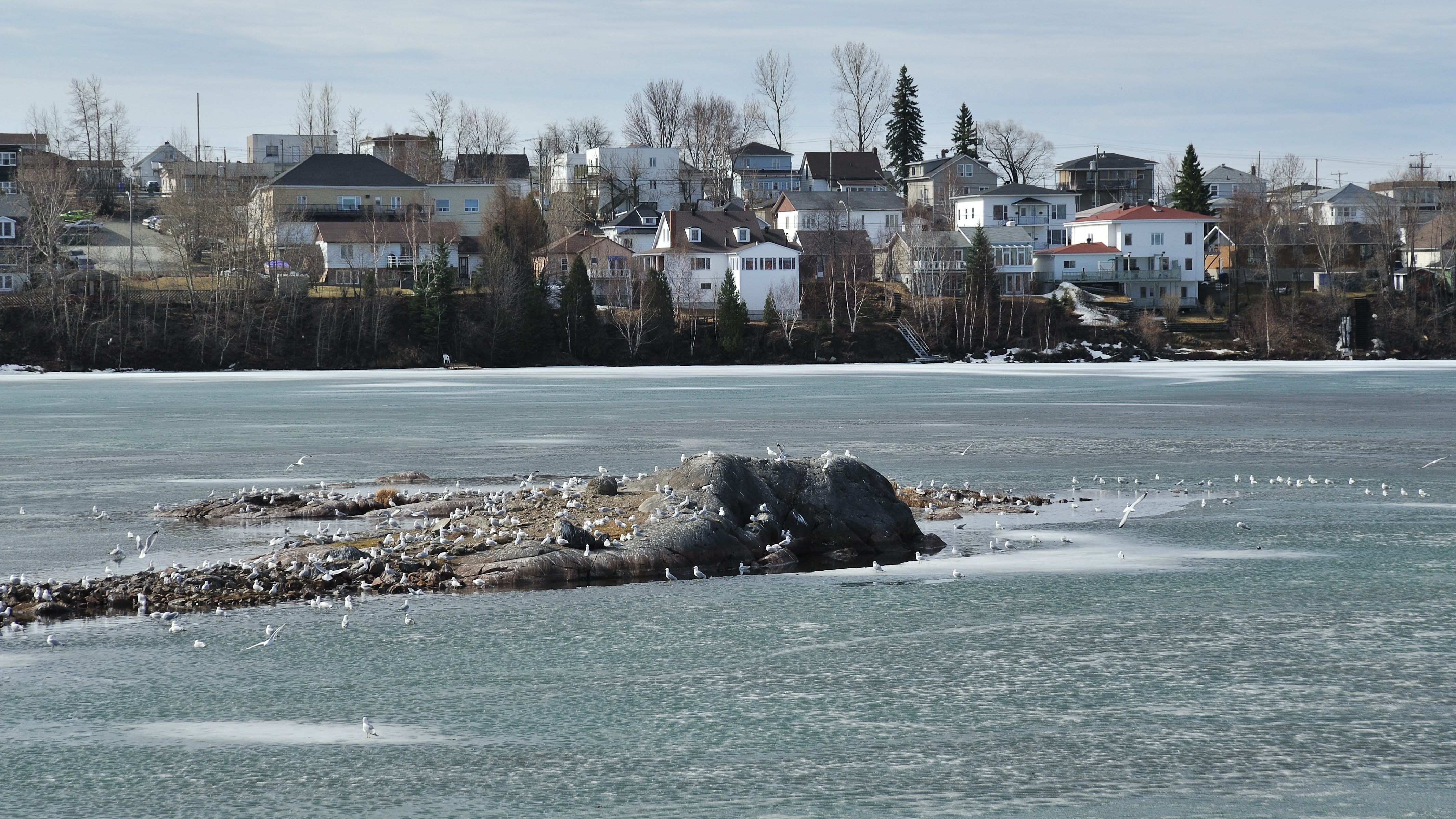
Lac Osisko, l'île aux mouettes.

### Mammifères et reptiles
Suivant les observations de citoyens compilées sur INaturalist jusqu’en février 2022, certains mammifères ont été observés dans les environs immédiats du lac, soit le lièvre d'Amérique, la musaraigne cendrée, l’écureuil roux américain, le tamia rayé, le castor du Canada, le rat musqué et la marmotte commune. En ce qui concerne les amphibiens et reptiles, les espèces suivantes sont signalées dans les alentours du lac : la grenouille léopard, la grenouille verte américaine, la grenouille des bois, la grenouille du nord et la couleuvre rayée. Bien qu’elles n’ont pas été signalées, plusieurs autres espèces de mammifères et de reptiles sont susceptibles d’y être observé, puisque le lac Osisko se situe dans leur aire de répartition.

### Plantes aquatiques et riveraines
Un premier inventaire des plantes aquatiques du bassin sud du lac Osisko, réalisé en 2010, a identifié sept espèces de plantes aquatiques présentes dans le lac.
Parmi celles-ci, deux sont identifiées envahissantes : le Myriophylle à épis, d’origine exotique ainsi que l'Élodée de Nuttall, d'origine indigène. La présence élevée de phosphore dans les eaux du lac mesuré entre 2009 et 2011 peut être la cause de leur prolifération.
L’inventaire des espèces végétales sur les berges du lac Osisko réalisé en 2014 par l’OBVT a identifié 24 espèces végétales, soit 7 espèces d'arbres, 14 espèces d’arbustes et 3 espèces d’herbacées (annexe 3). Cet inventaire faisait suite aux travaux de revégétalisation des rives du lac effectués à l'automne 2011 par l’OBVT et la Ville de Rouyn-Noranda.
Parmi les principales espèces d’arbres qu’on retrouve dans les sous-bois avoisinants, la plupart sont typiques du domaine bioclimatique de la sapinière à bouleau blanc. On y retrouve des feuillus comme le peuplier faux-tremble et le bouleau blanc, alors que les conifères sont l’épinette blanche et noire, le sapin baumier, le pin gris et le thuya occidental (source : forêt ouverte).

### Poissons
On retrouve des perchaudes et des Épinoches a cinq épines dans le lac. Des dorés jaunes ont aussi été ensemencés pour repeuplement a partir de 1999.
Des études montrent une bioaccumulation anormale de chrome (Cr) et de sélénium (Se) dans la chair des dorés ensemencés dans le lac Osisko. Pour cette raison, le ministère de l'Environnement du Canada recommande de ne pas consommer plus de deux portions de poisson par mois .

## Activités
Une piste cyclable de 7,8 km connue sous le nom de sentier polyvalent existe depuis les années 1990. Elle fait le tour du lac et offre une boucle asphalté conçu pour l’utilisation de plusieurs modes de déplacement, que ce soit le vélo, la planche à roulettes, le patin à roues alignées ou la marche.

### Pêche
La pêche sportive, estivale et la pêche blanche y sont pratiqués. Le collectif territoire met à disposition des cabanes chaque hiver pour mettre en valeur la pêche blanche sur le lac Osisko.